# Vers le Nord
Vers le Nord (en italien Verso Nord) est un parti politique italien, de type régionaliste, qui ne s'est développé qu'en Lombardie et Vénétie et dirigé par Massimo Cacciari, un ancien maire de Venise. Fondé le 12 octobre 2010, en janvier 2011, il a rejoint la coalition Nouveau Pôle pour l'Italie.
Né de la volonté de 12 leaders du centre-gauche dont Giuseppe Bortolussi (du Parti démocrate). Le mouvement se reconnaît dans le manifeste « Vers le Nord - Une Italie plus proche de l'Europe » qui définit le mouvement comme :
- radicalement réformateur ;
- proche d'une tradition culturelle et politique libéral-démocrate et européenne ;
- inspiré par la valeur de l'unité italienne, mais fortement enraciné et organisé de façon autonome dans le territoire du Nord dont il se veut l'interprète ;
- exigeant pour demander rigueur, responsabilité et comportement exemplaire à ceux qui exercent le pouvoir public ;
- un point avancé et créateur de dialogue entre laïcs croyants et non-croyants.

## Sources
- (it) Cet article est partiellement ou en totalité issu de l’article de Wikipédia en italien intitulé « Verso Nord » (voir la liste des auteurs).